# منطقة شيتون

منطقة شيتون أو منطقة سيتون (بالصينية: 西屯區) ويعني حرفيا «القرية الغربية» هي الحي الثاني الأكثر اكتظاظا بالسكان في تاي شانغ، تايوان. تقع على الجانب الغربي من المدينة. شهدت المنطقة، التي كانت تعتبر جزءًا من الريف، نموًا سريعًا في السنوات الأخيرة مع وجود متاجر وأبراج مكاتب في منطقة إعادة التطوير. تقع بلدية تاي شانغ في المنطقة.

## التاريخ
كان السكان الأصليون للمنطقة هم شعب بازي، الذين سكنوا حوض تايشونغ. وصل المستوطنون الأوائل من الهان عام 1701، بقيادة لياو تشاو كونغ (廖朝孔) وتشانج دا جينج (張達京).  نتيجة لذلك، تم طرد سكان بازه من المنطقة، وهاجر معظمهم إلى بولي، نانتو .  يمكن العثور على العديد من القطع الأثرية التي تعود إلى عصور ما قبل التاريخ في  حديقة آثار هويلاي التذكارية. .
كانت المنطقة جزءًا من مدينة مقاطعة تايتشونغ قبل الاندماج مع مقاطعة تايتشونغ لتشكيل بلدية تايتشونغ الخاصة في 25 ديسمبر 2010.

## جغرافيا المنطقة
يقع شيتون على الجانب الغربي من مدينة تا شانغ. وهي تقع داخل حوض تايتشونغ، مع الجزء الغربي من المنطقة على منحدرات هضبة دادو . تحدها دايا إلى الشمال، شالو و لونغ جينغ إلى الغرب، دادو     وحي نانتون إلى الجنوب، وبيتون شمال، و غرب مناطق إلى الشرق.

## التقسيمات الإدارية

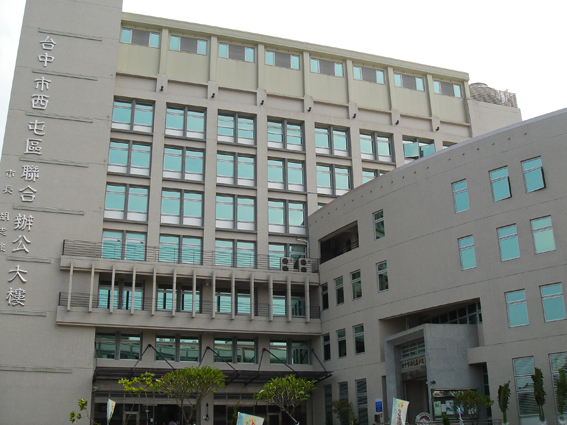
مكتب منطقة شيتون

| الاسم العربي  | الاسم الصيني |
| ------------- | ------------ |
| قرية لينكو    | 林厝 里      |
| قرية يونغان   | 永安 里      |
| قرية فوليان   | 福 聯 里     |
| قرية فوروي    | 福瑞 里      |
| قرية فولين    | 福林 里      |
| قرية فويا     | 福雅 里      |
| قرية فوان     | 福安 里      |
| قرية فوين     | 福恩 里      |
| قرية فوزهونج  | 福 中 里     |
| قرية فوهه     | 福和 里      |
| قرية شيهي     | 協和 里      |
| قرية جانجوي   | 港 尾 里     |
| قرية بينغتشنغ | 鵬程 里      |

| الاسم العربي  | الاسم الصيني |
| ------------- | ------------ |
| قرية شانجدي   | 上 德里      |
| قرية شانجان   | 上 安 里     |
| قرية شانغشي   | 上石 里      |
| قرية شيبينغ   | 西 平 里     |
| قرية زيان     | 西安 里      |
| قرية شيدون    | 西 墩 里     |
| قرية تشيشان   | 至善 里      |
| قرية تشاويانغ | 潮 洋 里     |
| قرية جوانجفو  | 廣 福 里     |
| قرية بنغجيا   | 逢甲 里      |
| قرية بينجفو   | 逢 福 里     |
| قرية لونجتان  | 龍潭 里      |
| قرية هويلاي   | 惠 來 里     |

| الاسم العربي | الاسم الصيني |
| ------------ | ------------ |
| قرية هيدي    | 何 德里      |
| قرية هيشنغ   | 何 成 里     |
| قرية همنج    | 何 明 里     |
| قرية هيفو    | 何 福 里     |
| قرية هيكو    | 何 厝 里     |
| قرية هو      | 何 安 里     |
| قرية هيوان   | 何 源 里     |
| قرية هيرين   | 何仁 里      |
| قرية خنان    | 何 南 里     |
| قرية دافو    | 大 福 里     |
| قرية دابنغ   | 大鵬 里      |
| قرية داشي    | 大石 里      |
| قرية داهي    | 大 河裡      |

| الاسم العربي  | الاسم الصيني |
| ------------- | ------------ |
| قرية لينكو    | 林厝 里      |
| قرية يونغان   | 永安 里      |
| قرية فوليان   | 福 聯 里     |
| قرية فوروي    | 福瑞 里      |
| قرية فولين    | 福林 里      |
| قرية فويا     | 福雅 里      |
| قرية فوان     | 福安 里      |
| قرية فوين     | 福恩 里      |
| قرية فوزهونج  | 福 中 里     |
| قرية فوهه     | 福和 里      |
| قرية شيهي     | 協和 里      |
| قرية جانجوي   | 港 尾 里     |
| قرية بينغتشنغ | 鵬程 里      |

| الاسم العربي  | الاسم الصيني |
| ------------- | ------------ |
| قرية شانجدي   | 上 德里      |
| قرية شانجان   | 上 安 里     |
| قرية شانغشي   | 上石 里      |
| قرية شيبينغ   | 西 平 里     |
| قرية زيان     | 西安 里      |
| قرية شيدون    | 西 墩 里     |
| قرية تشيشان   | 至善 里      |
| قرية تشاويانغ | 潮 洋 里     |
| قرية جوانجفو  | 廣 福 里     |
| قرية بنغجيا   | 逢甲 里      |
| قرية بينجفو   | 逢 福 里     |
| قرية لونجتان  | 龍潭 里      |
| قرية هويلاي   | 惠 來 里     |

| الاسم العربي | الاسم الصيني |
| ------------ | ------------ |
| قرية هيدي    | 何 德里      |
| قرية هيشنغ   | 何 成 里     |
| قرية همنج    | 何 明 里     |
| قرية هيفو    | 何 福 里     |
| قرية هيكو    | 何 厝 里     |
| قرية هو      | 何 安 里     |
| قرية هيوان   | 何 源 里     |
| قرية هيرين   | 何仁 里      |
| قرية خنان    | 何 南 里     |
| قرية دافو    | 大 福 里     |
| قرية دابنغ   | 大鵬 里      |
| قرية داشي    | 大石 里      |
| قرية داهي    | 大 河裡      |

## وسائل النقل
تخدم شيتون الطرق الوطنية التالية:
- الطريق السريع الوطني 1: تقع تقاطعات تايتشونغ ودايا في المنطقة.
- الطريق السريع الإقليمي 74
- الطريق السريع الإقليمي 1 ب
- الطريق السريع الإقليمي 12: المعروف أيضًا باسم شارع تايوان ؛ الطريق الرئيسي في تايتشونغ يمر مباشرة عبر شيتون.

تخدم المنطقة حافلات، بما في ذلك ممر للحافلات على طول شارع تايوان الذي كان نظام BRT السابق. خط مترو تايتشونغ الأخضر، الذي يعمل على طريق وينكسين، لديه 3 محطات في المنطقة.

## مناطق الجذب السياحي

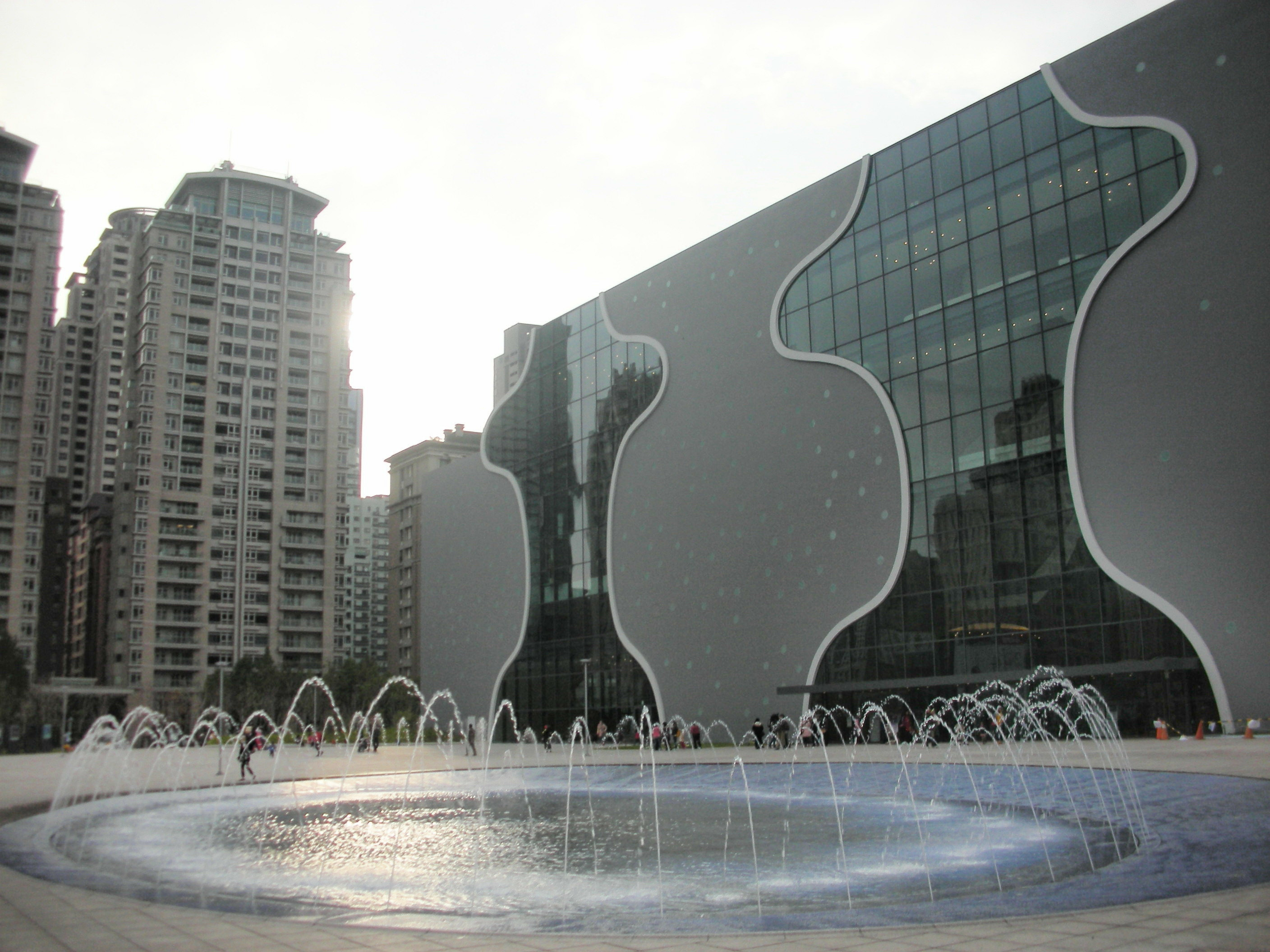
مسرح تايتشونغ الوطني

- سوق فنغشيا الليلي، أحد أشهر الأسواق الليلية في تايوان، ويقع بجوار جامعة فنغ شيا
- حديقة آثار هويلاي التذكارية، موقع أثري حيث تم الكشف عن أشياء من العصر الحجري الحديث
- كنيسة لوس التذكارية، كنيسة شهيرة تقع داخل جامعة تونغهاي
- مسرح تايتشونغ الوطني
- ملعب تايتشونغ لكرة القدم
- منتزه تايتشونغ متروبوليتان، وهي حديقة بمساحة 217 فدانًا تقع على هضبة دادو